# Rhipidia mediofilosa
Rhipidia mediofilosa är en tvåvingeart som först beskrevs av Alexander 1965.  Rhipidia mediofilosa ingår i släktet Rhipidia och familjen småharkrankar.
Artens utbredningsområde är Madagaskar. Inga underarter finns listade i Catalogue of Life.